# ریس ویکفیلد
ریس ویکفیلد (به انگلیسی: Rhys Wakefield) (زاده ۲۰ نوامبر ۱۹۸۸) بازیگر استرالیایی است.
از فیلم‌های معروف او می‌توان به بازی در فیلم خلوتگاه، بوکسور مقوایی و خانه و دوری اشاره کرد.